# Techek
Techek (persiska: تچک, تِجَك, تَچَك) är en ort i Iran.   Den ligger i provinsen Hormozgan, i den sydöstra delen av landet, 1 200 km sydost om huvudstaden Teheran. Techek ligger 887 meter över havet och antalet invånare är 223.
Terrängen runt Techek är kuperad norrut, men söderut är den platt. Runt Techek är det ganska glesbefolkat, med 25 invånare per kvadratkilometer. Närmaste större samhälle är Pātek, 9,1 km väster om Techek. Trakten runt Techek är ofruktbar med lite eller ingen växtlighet.